# Hayden Byerly
Hayden Byerly (* 11. Oktober 2000 in Lakewood, Colorado) ist ein US-amerikanischer Schauspieler und Synchronsprecher.

## Leben und Karriere
Hayden Byerly wurde am 11. Oktober 2000 als erster Sohn von Michelle Byerly in der Großstadt Lakewood im US-Bundesstaat Colorado geboren und wuchs mit einem jüngeren Bruder im wenige Kilometer südlich befindlichen Littleton, das vor allem durch das dort 1999 stattgefundene Massaker an der Columbine High School weltweite Bekanntheit erlangte, auf. Im Alter von zehn Jahren kam er mit seiner Familie im Jahr 2011 nach Los Angeles, um seine Karriere besser zu fördern, nachdem er an einem Schauspielwettbewerb in Orlando, Florida, teilgenommen und gewonnen hatte. In L.A. kam er daraufhin rasch zu diversen Engagements. So war er noch im gleichen Jahr in einer Episode der Disney-XD-Serie Zeke und Luther zu sehen und hatte einen Auftritt im Low-Budget-Horrorfilm und Mockbuster 11/11/11 – Das Omen kehrt zurück, in der er in die Rolle des Nathan „Nat“ Vales und somit in eine der Hauptrollen schlüpfte. Im Jahre 2012 erhielt Byerly eine wiederkehrende Rolle in der NBC-Serie Parenthood, in der er bis 2014 in fünf verschiedenen Episoden den im Rollstuhl befindlichen Charakter Micah Watson, der sich im weiteren Verlauf der Serie mit Max Braverman (gespielt von Max Burkholder) befreundet, spielt.
Noch im gleichen Jahr übernahm er auch seine erste Sprechrolle im Videospiel Call of Duty: Black Ops II, in dem er der jüngeren Version des Hauptcharakters David Mason die Stimme lieh. Für weitere Sprechrollen wurde Hayden Byerly unter anderem ab dem Jahr 2013 gebucht, als er es auch in die Hauptbesetzung der ABC-Family-Fernsehserie The Fosters in die Rolle des Jude Adams Foster geholt wurde. Während er parallel dazu ausschließlich Sprechrollen, unter anderem in einer Folge von Sofia die Erste – Auf einmal Prinzessin (2013) oder in den Videospielen Lightning Returns: Final Fantasy XIII (2013), Lego Jurassic World (2015) und Lego Marvel's Avengers, hatte, kam er bis dato (Stand: 16. März 2016) in allen bisher produzierten Episoden von The Fosters zum Einsatz. Die news website Hollywood.com setzte Byerlys Porträt des sich sexuell noch orientierenden Jude Adams Foster auf ihre „Liste der Lieblings-LGBTQ-Charaktere im Fernsehen“. In der am 2. März 2015 erstmals ausgestrahlten 18. Episode der dritten Staffel von The Fosters kam es zum ersten Kuss zwischen seinem Charakter und des von Gavin MacIntosh dargestellten Connor Stevens, was seither weithin als der jüngste LGBT-Kuss in der Geschichte des US-Fernsehens gilt.
Während ihm in der deutschsprachigen Synchronfassung von Parenthood noch Vincent Borko die Stimme lieh, übernahm seine deutsche Stimme in The Fosters der Berliner Noah Liebscher. Hayden Byerly wurde im Laufe seiner bisherigen Karriere bereits mehrfach auch in Werbespots eingesetzt, in den Vereinigten Staaten ist er dabei vor allem durch seine Auftritte für das Unternehmen Oscar Mayer bekannt. Hierbei war er unter anderem in den Jahren 2014 bis 2015 in drei verschiedenen Spots an der Seite von Ben Weber, der seinen Vater mimte, im Einsatz. In diesen Werbespots treten unter anderem mit Tom Lenk, Kayren Butler oder Chris Parnell, der Voice-over-Tätigkeiten übernahm, weitere bekannte Schauspieler in Erscheinung.

## Filmografie (Auswahl)
Filmauftritte (auch Kurzauftritte)
- 2011: 11/11/11 – Das Omen kehrt zurück (11/11/11)

Serienauftritte (auch Gast- und Kurzauftritte)
- 2011: Zeke und Luther (Zeke and Luther) (1 Episode)
- 2012–2014: Parenthood (5 Episoden)
- 2013–2018: The Fosters
- 2019–2024: Good Trouble

Sprechrollen
- 2012: Call of Duty: Black Ops II (Videospiel)
- 2013: Sofia die Erste – Auf einmal Prinzessin (Sofia the First) (Fernsehserie, 1 Episode)
- 2013: Lightning Returns: Final Fantasy XIII (Videospiel)
- 2015: Lego Jurassic World (Videospiel)
- 2016: Lego Marvel’s Avengers (Videospiel)